# Брассат
Брассат ( нід. вимова: [brɑˈsxaːt] ( прослухати)</img>  ) — муніципалітет, розташований у Фландрії, одному з трьох регіонів Бельгії, і у фламандській провінції Антверпен. До складу муніципалітету входить лише однойменне місто Брассат. У листопаді 2006 року Брассат здобув нагороду LivCom-Award 2006 як найкращий для життя муніципалітет у світі. 

## Історія

### Витоки
Історія Брассату почалася з кельтських поселень. Галльське плем'я белгів витіснило їх і, в свою чергу, було завойовано римлянами, які побудували в цьому районі велику дорогу. Після німецьких вторгнень у 3-му і 4-му століттях весь регіон був християнізований . У середні віки маленька річка Лаар, що протікає через ліси муніципалітету, служила природним кордоном між єпископством Льєжа та єпископством Камбре .

### Середньовіччя
Перша згадка про Breesgata, іноді також пишеться як Brexgata, датується 1269 роком. У 1482 році тут був заснований монастир черниць, сліди якого можна побачити й сьогодні. Село Брассат географічно належало до регіону Кампін, але політично та церковно було частиною єпископства Льєжа до 1569 року. На той час у селі проживало близько 4500 жителів і 383 коней. Особливо важким для населення був кінець XVI ст. За 25 років війни між католиками і протестантами значно скоротили населення до 420 осіб і 59 коней. Наприкінці пандемії чуми, яка вразила громаду в 1610 році, залишилося лише 26 сімей. Гільдія Сінт-Антоніуса, наразі найстаріша місцева асоціація, була заснована в 1667 році.

### Теперішні часи
У 1823 році Брасхаат став де-факто власним муніципалітетом, окремим від Екерена . Наступного року він призначив свого мера та муніципальну раду. Однак її незалежність буде визнана лише в 1830 році.
Завдяки своєму стратегічному положенню в обороні порту Антверпен Брасхаат став важливим військовим форпостом під час Першої світової війни . Форт Брасхаат, який можна побачити сьогодні, був побудований у 1912 році. Між 1937 і 1939 роками укріплення були розширені додатковими бункерами та великим протитанковим ровом. У багатьох із цих старих військових будівель нині живуть колонії кажанів.
У 1945 році школа в Брасхааті, якою керує абатство Авербоде, була вражена літаючою бомбою Фау-1, убивши ченця та трьох священиків.
Старовинна назва Brexgata міститься в назві міжнародної асоціації університетів, що знаходиться в Страсбурзі (Франція). Назва була обрана на честь муніципалітету Брасхаат; У 1999 році в цьому місті було започатковано проект організації з історичних досліджень.

## Фольклор
- Щорічний Dorpsdag («день села») відбувається в першу неділю вересня і включає процесію на честь освячення головної каплиці в 1753 році.

## Пам'ятки
- Брасхаат відомий як паркове місто ( gemeente der parken ). Це і різні ліси, і колишні стрільбища . Одним із найвідоміших природних заповідників навколо Брасхаату є Де Інслаг, який включає 149 га лісів і пасовищ, а також згаданий вище протитанковий рів.
- Замок Де Мік разом із підйомним мостом оточений англійськими садами та дендрарієм .
- У районі Брасхаату також розташовані тваринницька ферма та музей артилерії.
- Брасхаат також відомий завдяки "Peerdsbos". Це зона природи та відпочинку.
- Брасхаат відомий у Бельгії своєю довгою головною вулицею, на якій розташовано різноманітні магазини, кафе та бари. Висока заможна репутація Брасхаату відображається в асортименті дорогих ювелірів, магазинів дизайнерського одягу та модних барів і кафе.

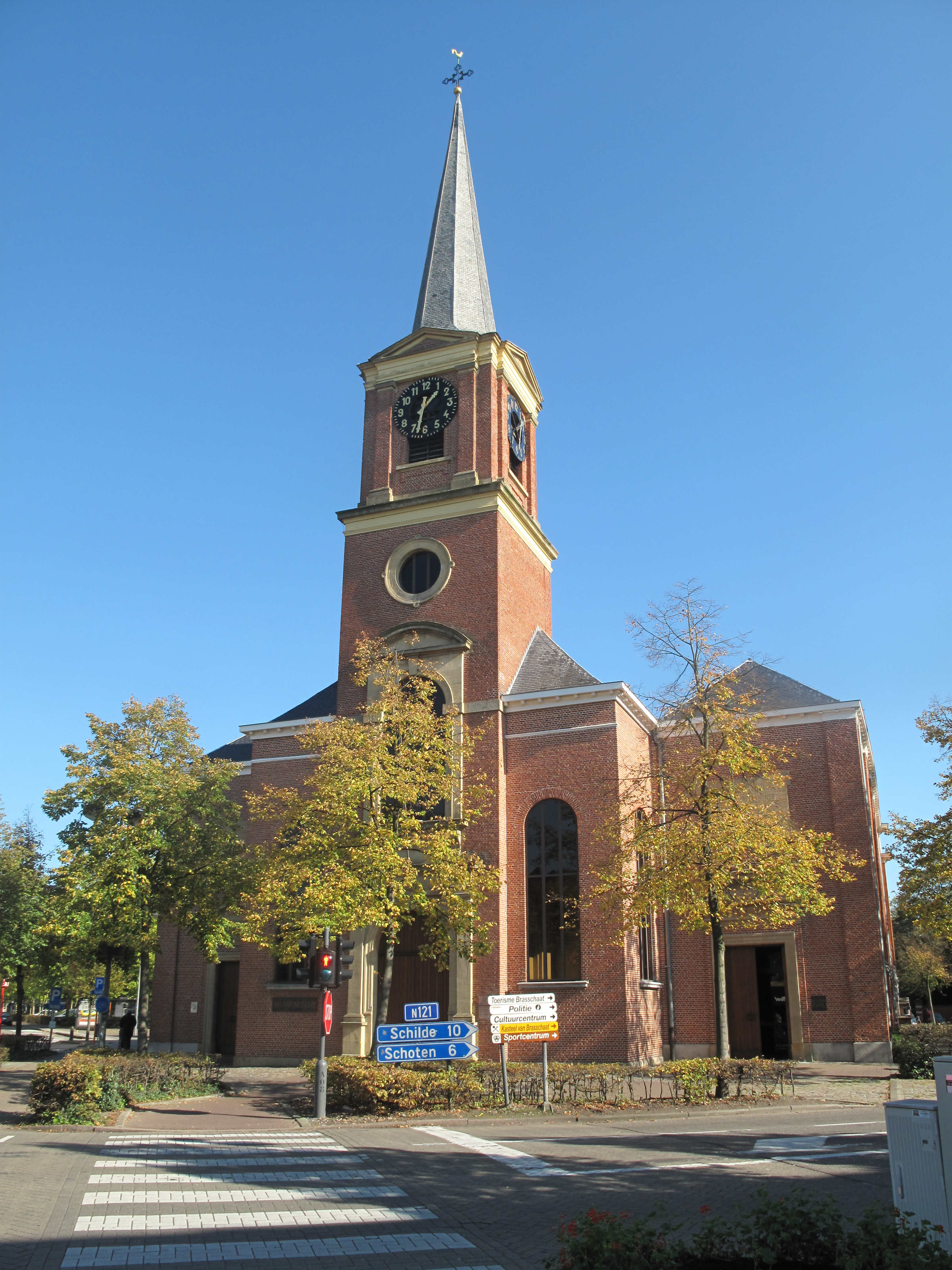
Церква Брасхаат
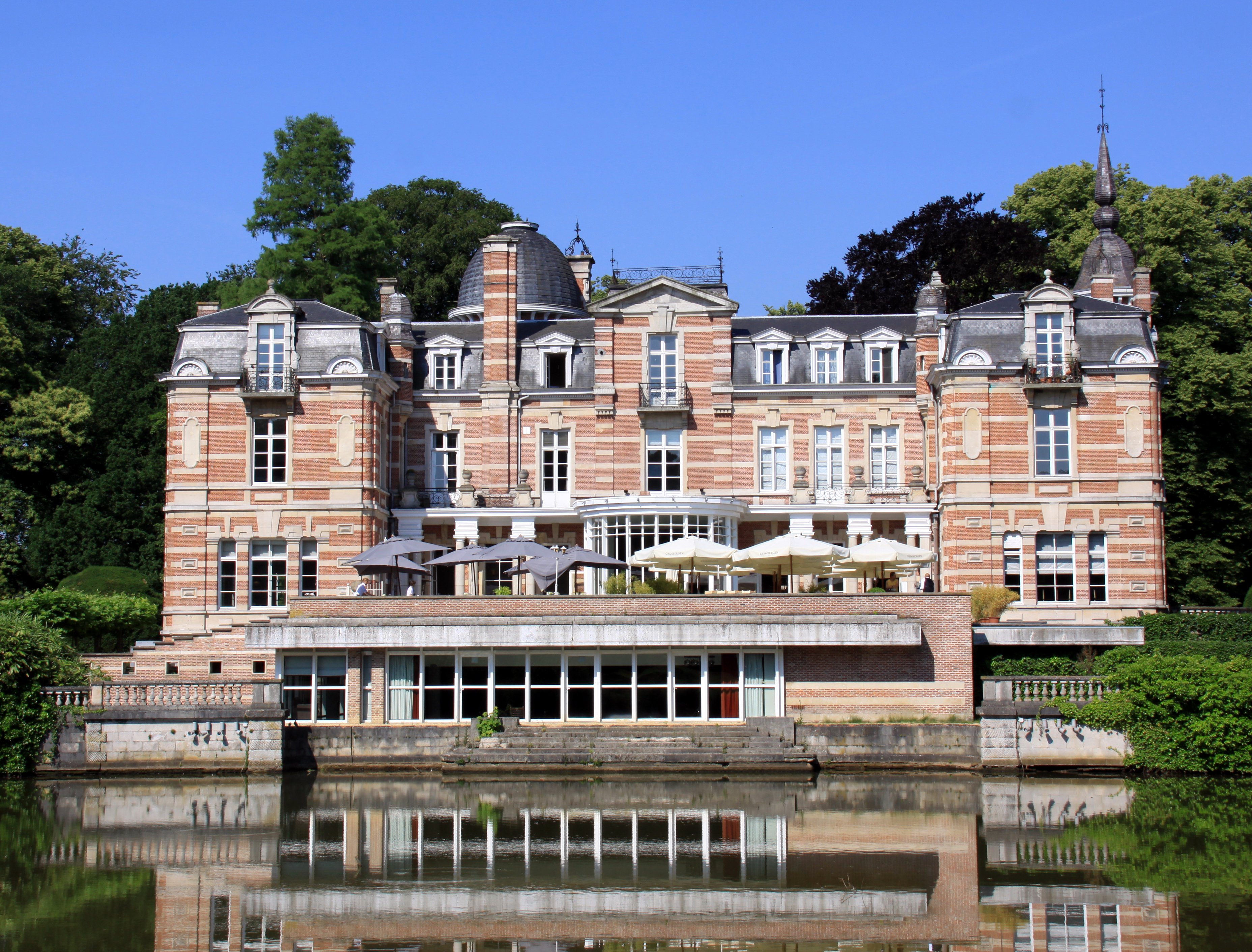
Замок Брасхаат, 19 ст
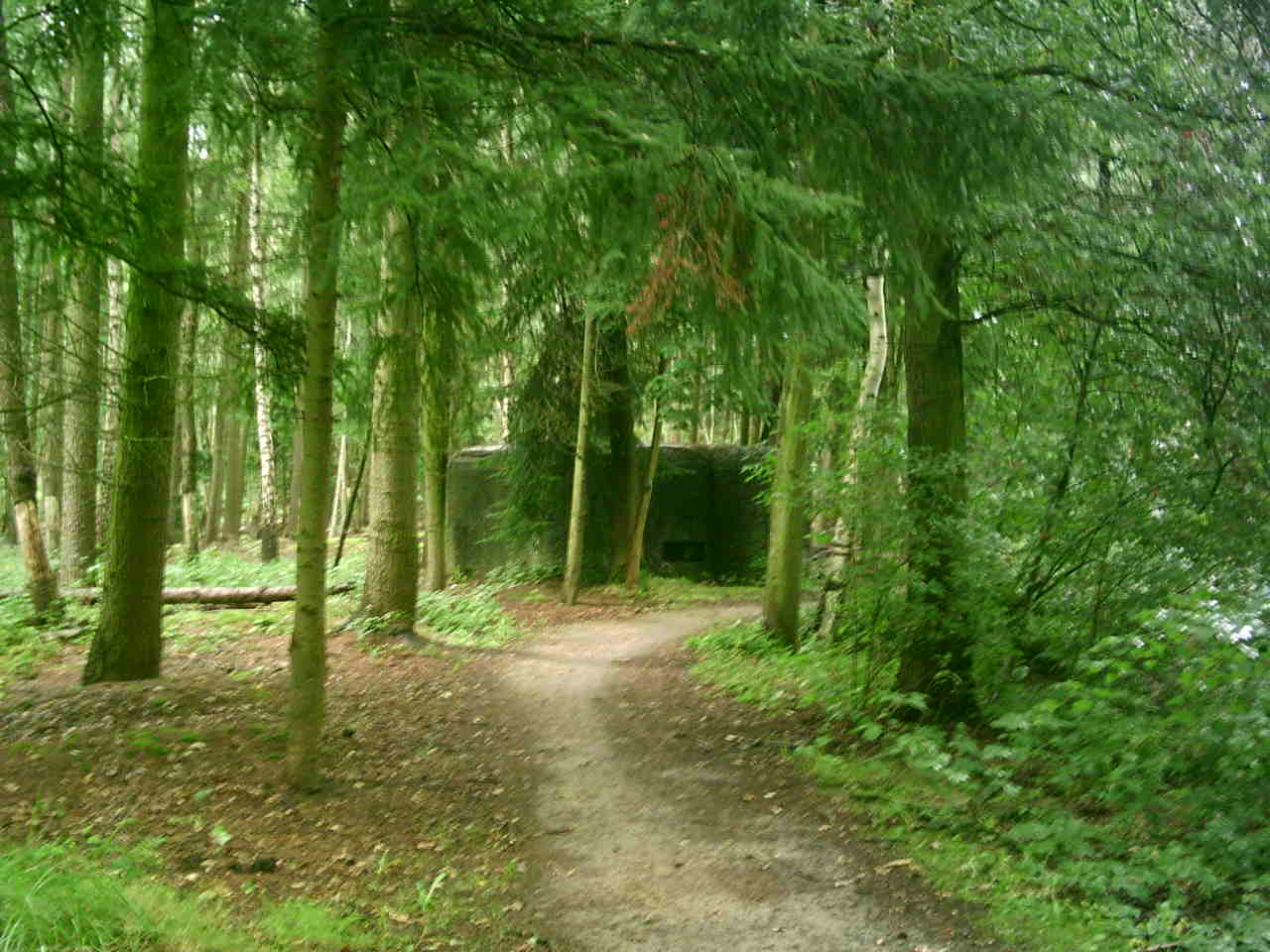
Бункер і протитанковий рів у Де-Інслаг
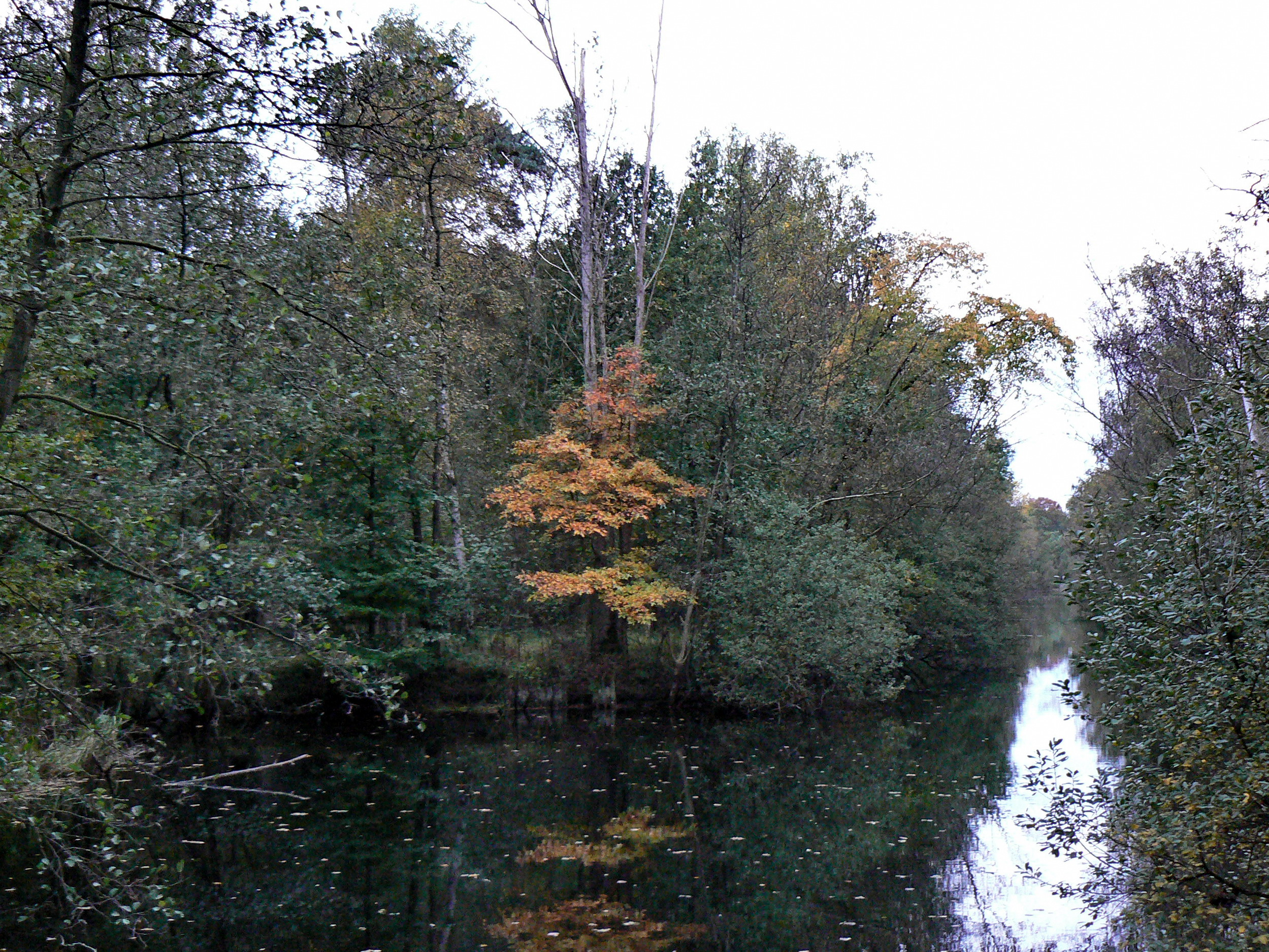
Природоохоронна територія De Inslag

## Знатні жителі
- Герольф Аннеманс (нар. 1958), політик
- Йозеф Де Беенхауер, музикант
- Жан-Марі Пфафф, футбольний воротар
- Енді Ван Влієт (1995 р.н.), баскетболіст клубу « Бней Герцлія Баскет » в Ізраїльській баскетбольній Прем’єр-лізі .

## Спорт
У місті проходить кілька відомих спортивних подій, найбільшою з яких є щорічний Кубок Європи Преміум з триатлону . Його військовий табір Hoogboom прийняв олімпійський трап та 100-метрову стрільбу по оленях для літніх Олімпійських ігор 1920 року в сусідньому Антверпені .

## Міста-побратими
- Німеччина: Bad Neuenahr-Ahrweiler
- Болівія: Tarija

## Клімат
| Клімат Brasschaat (1991−2020 normals)      | Клімат Brasschaat (1991−2020 normals) | Клімат Brasschaat (1991−2020 normals) | Клімат Brasschaat (1991−2020 normals) | Клімат Brasschaat (1991−2020 normals) | Клімат Brasschaat (1991−2020 normals) | Клімат Brasschaat (1991−2020 normals) | Клімат Brasschaat (1991−2020 normals) | Клімат Brasschaat (1991−2020 normals) | Клімат Brasschaat (1991−2020 normals) | Клімат Brasschaat (1991−2020 normals) | Клімат Brasschaat (1991−2020 normals) | Клімат Brasschaat (1991−2020 normals) | Клімат Brasschaat (1991−2020 normals) |
| Показник                                   | Січ.                                  | Лют.                                  | Бер.                                  | Квіт.                                 | Трав.                                 | Черв.                                 | Лип.                                  | Серп.                                 | Вер.                                  | Жовт.                                 | Лист.                                 | Груд.                                 | Рік                                   |
| Середній максимум, °C                      | 6,7                                   | 7,6                                   | 11,1                                  | 15,4                                  | 18,9                                  | 21,5                                  | 23,5                                  | 23,4                                  | 19,9                                  | 15,3                                  | 10,3                                  | 7,0                                   | 15,1                                  |
| Середня температура, °C                    | 3,8                                   | 4,2                                   | 6,9                                   | 10,1                                  | 13,8                                  | 16,6                                  | 18,7                                  | 18,4                                  | 15,2                                  | 11,3                                  | 7,2                                   | 4,4                                   | 10,9                                  |
| Середній мінімум, °C                       | 1,0                                   | 0,9                                   | 2,6                                   | 4,8                                   | 8,7                                   | 11,8                                  | 13,8                                  | 13,3                                  | 10,4                                  | 7,3                                   | 4,1                                   | 1,7                                   | 6,7                                   |
| Середня кількість сонячних годин на місяць | 60                                    | 76                                    | 132                                   | 188                                   | 218                                   | 215                                   | 221                                   | 208                                   | 161                                   | 114                                   | 65                                    | 50                                    | 1709                                  |
| Норма опадів, мм                           | 77.4                                  | 70.4                                  | 62.4                                  | 47.0                                  | 65.8                                  | 81.6                                  | 89.1                                  | 90.6                                  | 82.3                                  | 80.3                                  | 90.6                                  | 100.2                                 | 937.8                                 |
| Днів з опадами                             | 13,8                                  | 12,3                                  | 11,4                                  | 9,1                                   | 10,2                                  | 10,8                                  | 10,7                                  | 11,2                                  | 10,6                                  | 11,7                                  | 14,0                                  | 15,2                                  | 140,8                                 |
| ------------------------------------------ | ------------------------------------- | ------------------------------------- | ------------------------------------- | ------------------------------------- | ------------------------------------- | ------------------------------------- | ------------------------------------- | ------------------------------------- | ------------------------------------- | ------------------------------------- | ------------------------------------- | ------------------------------------- | ------------------------------------- |

## Зовнішні посилання
- (in Dutch) Brasschaat official website
- Triathlon
- Brasschaat wins the Livcom-Award 2006, category B
- Peerdsbos